# Williamia radiata
Williamia radiata är en snäckart som först beskrevs av William Harper Pease 1861.  Williamia radiata ingår i släktet Williamia och familjen Siphonariidae. Utöver nominatformen finns också underarten W. r. nutatus.